# Díaz de Orosia
Roberto Díaz de Orosia, más conocido como Díaz de Orosia (Gijón, 1948), es un pintor y escultor español, Es un artista que, además de contar con el reconocimiento de la crítica[cita requerida], es del agrado del público en general[cita requerida]. 
Sus obras pueden verse, no solo en exposiciones y colecciones particulares, sino también en locales de hostelería de Gijón, ciudad en la que reside, como en La Bodeguita del Medio, entre otros. También es posible verlas, con cita previa, en el domicilio del pintor.
Su primera exposición individual fue en la Galería Botticelli de Gijón, en 1973. Desde entonces expone regularmente en galerías asturianas, principalmente en Oviedo y Gijón.

## Otras exposiciones
| - Galería Bernesga de León, 1977. - Galería Navedo de Santander, 1981. - Museos de Bellas Artes de Kiev, Odessa y Moscú. El Museo de Kiev adquiere dos obras suyas, 1984. - Galería Balboa 13 de Madrid, 1985. - Galería Puchol de Valencia, 1986. - Galería Rafael de Valladolid, 1987. - Segunda exposición en la Galería Balboa 13 de Madrid, 1988. - Segunda exposición en la Galería Rafael de Valladolid, 1989 - Casino de Ibiza, 1989. - Galería Turbulences de París, 1992. | - Centro Asturiano de México, 1992. - Segunda exposición en la Galería Bernesga de León, 1997. - Galería Kreisler de Madrid, 1997. - Exposición en Ginebra, Suiza, 1998. - Galería Trebellar de La Coruña, 2001. - Tercera exposición en la Galería Bernesga de León, 2002. - Exposición en Gante, Bélgica, 2003. - Tercera exposición en la Galería Rafael de Valladolid, 2003. - Cuarta exposición en la Galería Bernesga de León, 2007. - Exposición en Arnhem, Holanda, 2007. |

## Carteles
- Cartel para el Festival de Cine de Gijón, 1993.
- Cartel para el Carnaval de Gijón, 1994.
- Cartel para el Carnaval de Oviedo, 1998.
- Cartel para el rastrillo de Oviedo, 1998.

## Obra literaria
- Con sabor cubano, texto e ilustraciones del pintor, 1998.